# Звезда Наньчана

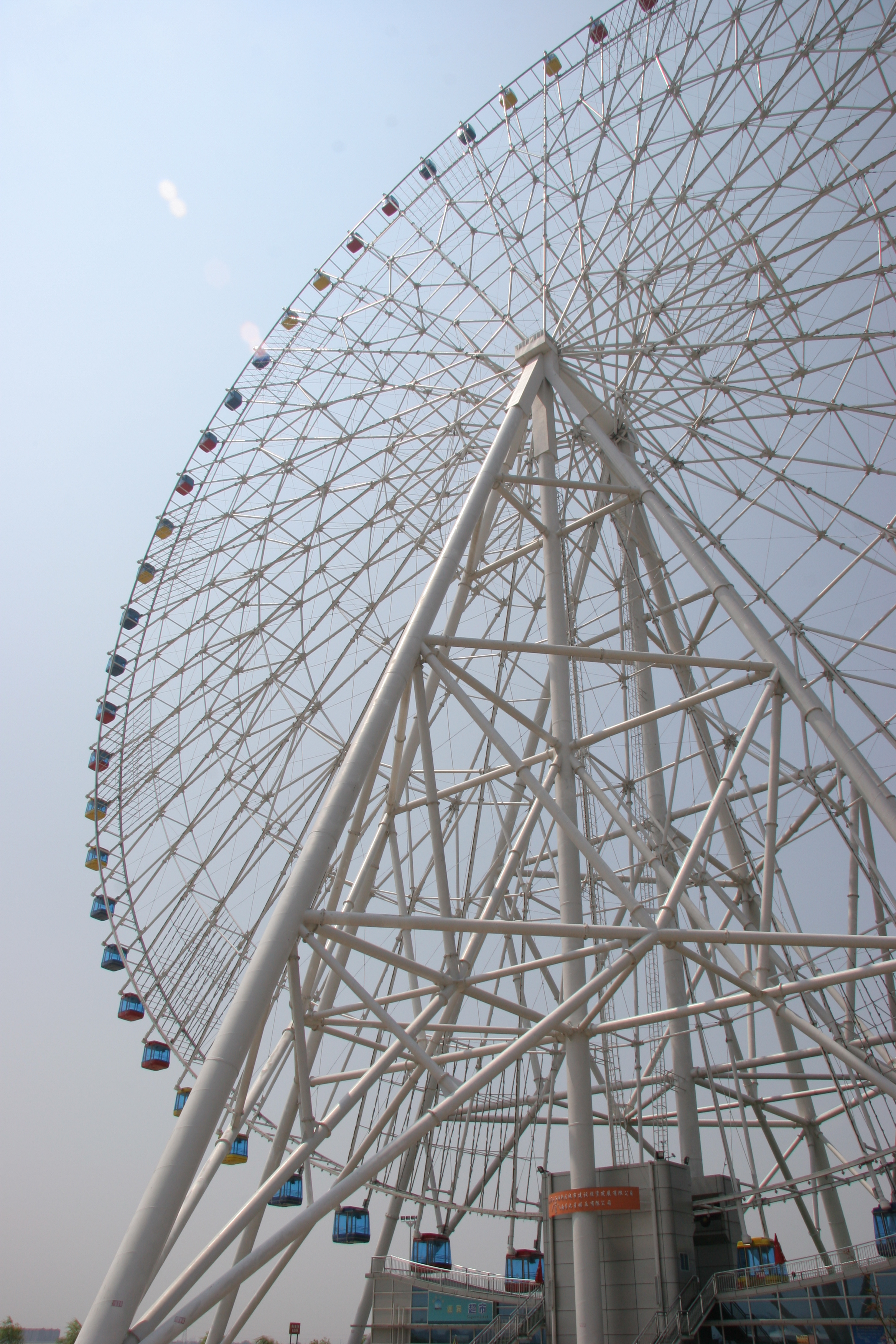

Звезда Наньчана — третье по высоте колесо обозрения в мире, расположенное в одноимённом городском округе в Китае.
Колесо обозрения обошлось в 57 млн юаней (7,3 млн долларов) и было официально открыто для посетителей в мае 2006 года. Имея высоту 160 метров, на тот момент Звезда Наньчана превзошла 135-метровый Лондонский глаз и считалась самым высоким колесом обозрения в мире до 2008 года, когда уступила первенство 165-метровому Сингапурскому колесу обозрения.
Звезда Наньчана имеет 60 закрытых кондиционируемых кабинок, каждая из которых может вместить до 8 человек. Колесо никогда не останавливается, а его медленное вращение позволяет всем посетителям спокойно покинуть кабинку или сесть в неё. Полный оборот колесо делает примерно за полчаса.